# Serge Martin (acteur)
Pour les articles homonymes, voir Martin et Serge Martin.
Serge Martin,  né le 17 octobre 1947 à Saint-Just[Où ?], en  France, est un acteur, metteur en scène et dramaturge français, établi à Genève depuis 1985.

## Biographie
En 1985, Serge Martin s'installe en Suisse et y fonde à Genève une école à son nom. 
Il est marié depuis 1986 avec la chorégraphe Évelyne Castellino.
En 2024, Serge Martin ferme son école, après trente-huit ans d'enseignement du théâtre.

## Mises en scène
- Les Nuits de la folie, textes d'Érasme, Ghelderode et de lui-même (Théâtre du  Grütli, 1989)
- Croisades de Michel Azama, pièce dans laquelle il joue Zack (1991)
- Bouches décousues de Jasmine Dubé à l'Entrepôt 23, Théâtre Claque de Lausanne, spectacle longtemps présenté dans les écoles vaudoises (1989-96)
- La Tempête d'après Shakespeare (1996), représentation en plein air au Pont Butin, Genève
- 'Quichotte d'après Cervantès (Lausanne, l'Âge d'homme, 1997), où il tient le rôle-titre (18.06.1997).
- Le Silence de la mer de Vercors (1999) et ses propres textes, Théâtre de la Parfumerie
- Le Radeau de la Méduse (31.8.1999)
- Territoires (21.3.2002).

## Ouvrages
- Comme si nous étions libres : Sept entretiens de Serge Martin avec Martin Moschell (ill. Barbara Fedier, photogr. Pierre-André Fragnière), Genève, Le chamois rouge, 2020, 274 p., broché (ISBN 978-2-940652-05-1, lire en ligne).